# Protambulyx sulphurea
Espèce
Protambulyx sulphurea est une espèce d'insectes lépidoptères (papillons) de la famille des Sphingidae, sous-famille des Smerinthinae, tribu des Ambulycini et du genre Protambulyx.

## Description
L'envergure est d'environ 110 mm. L'iamgo est semblable à Protambulyx ockendeni, mais les ailes sont plus étroites, plus pâles et moins contrastées. En outre, la face dorsale de l'aile antérieure ne porte pas les grandes taches costales et la tache sub-basale sur la marge intérieure ; la bande marginale sur la face inférieure des ailes antérieures est beaucoup plus étroite. La face dorsale de l'aile postérieure est jaune citron.

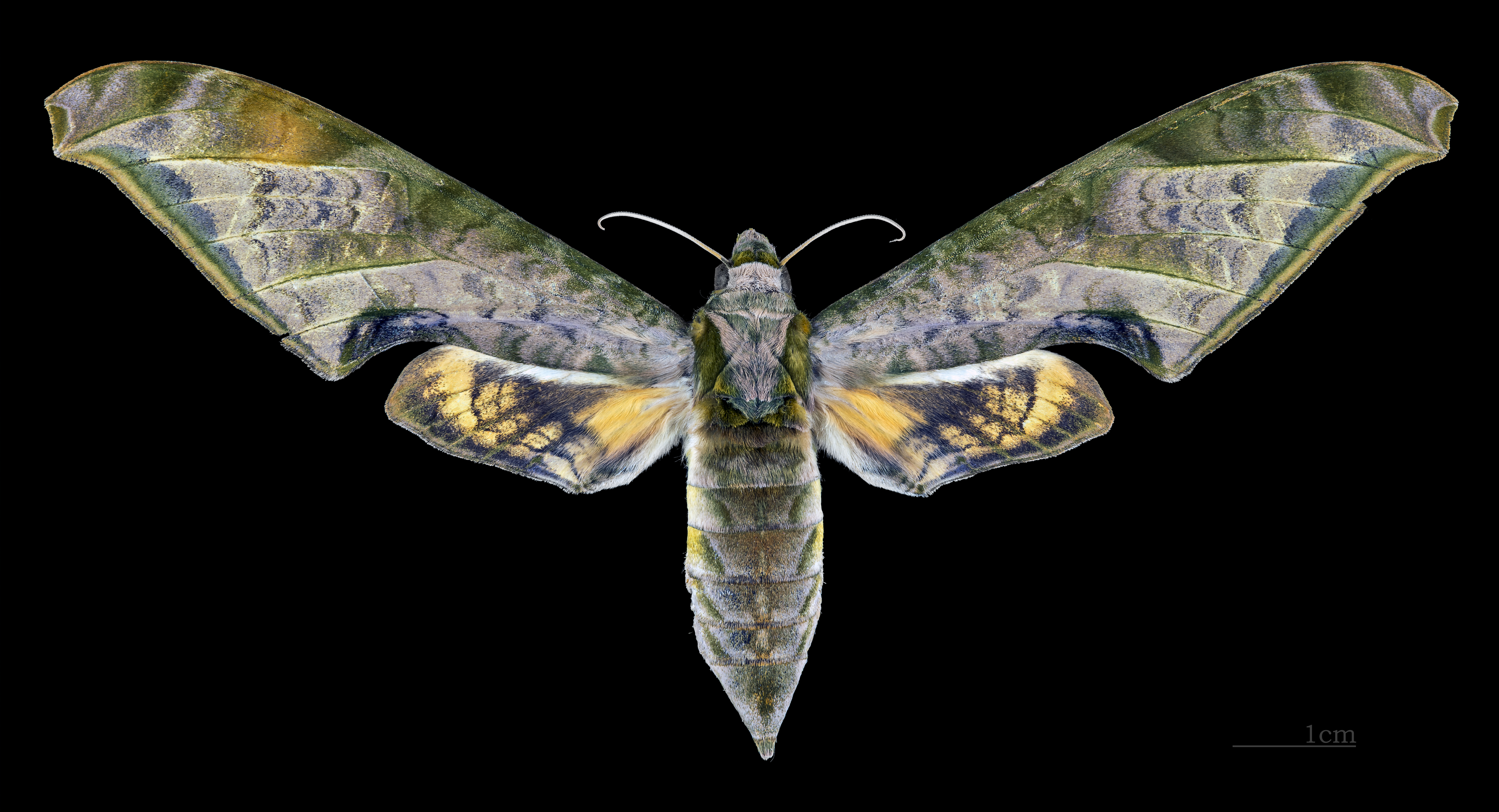
Avers de la femelle (coll.MHNT)
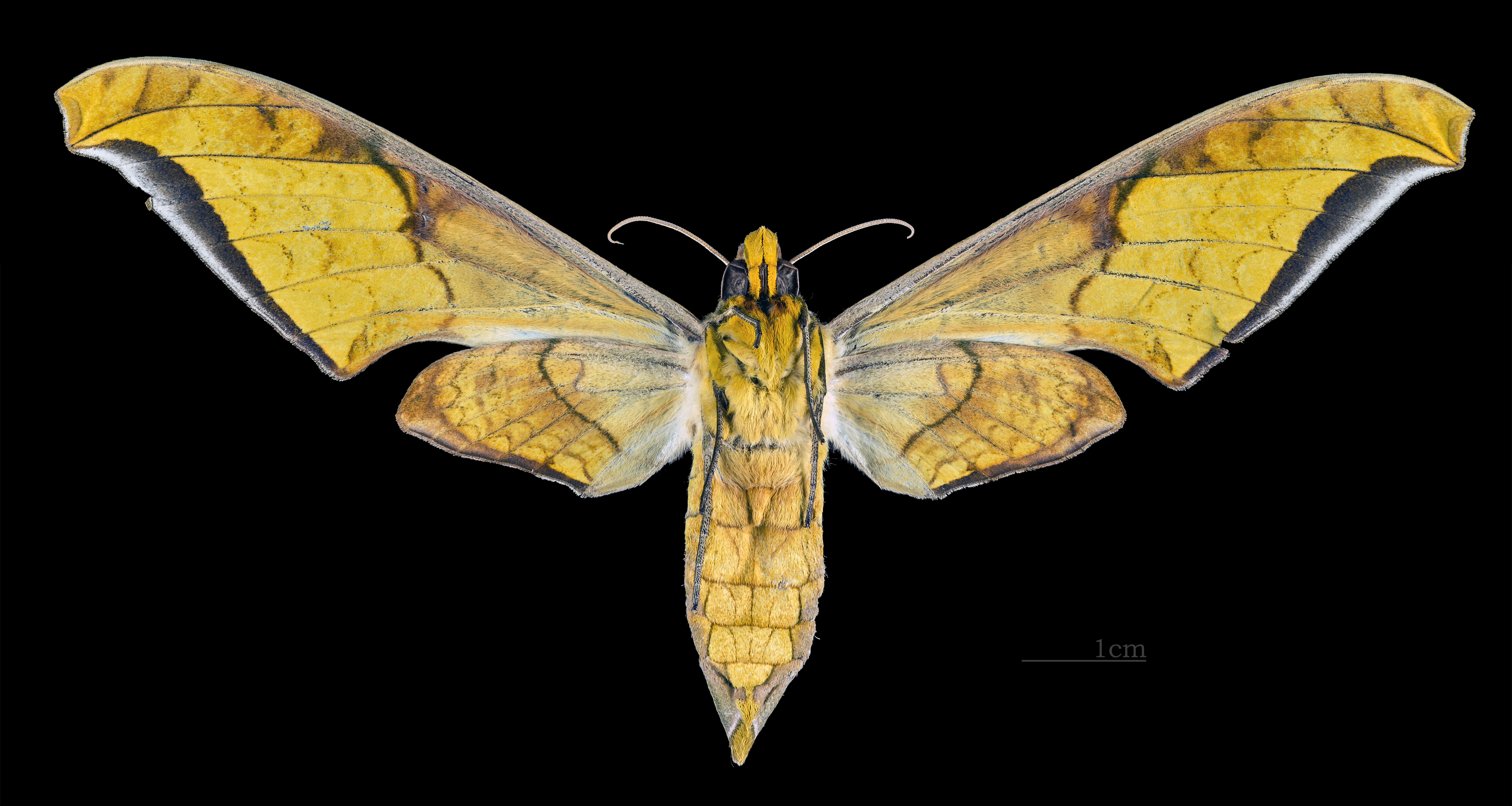
Revers de la femelle (coll.MHNT)

## Distribution
L'espèce est connue en nord et sud-ouest du Venezuela, en Guyane et en Bolivie.

## Biologie
Les adultes volent toute l'année.

## Systématique
- L'espèce Protambulyx sulphurea a été décrite par les entomologistes Lionel Walter Rothschild et Karl Jordan, en 1903[1].